# Helictopleurus basicornis
Helictopleurus basicornis là một loài bọ cánh cứng trong họ Bọ hung (Scarabaeidae).